# Epileerapparaat

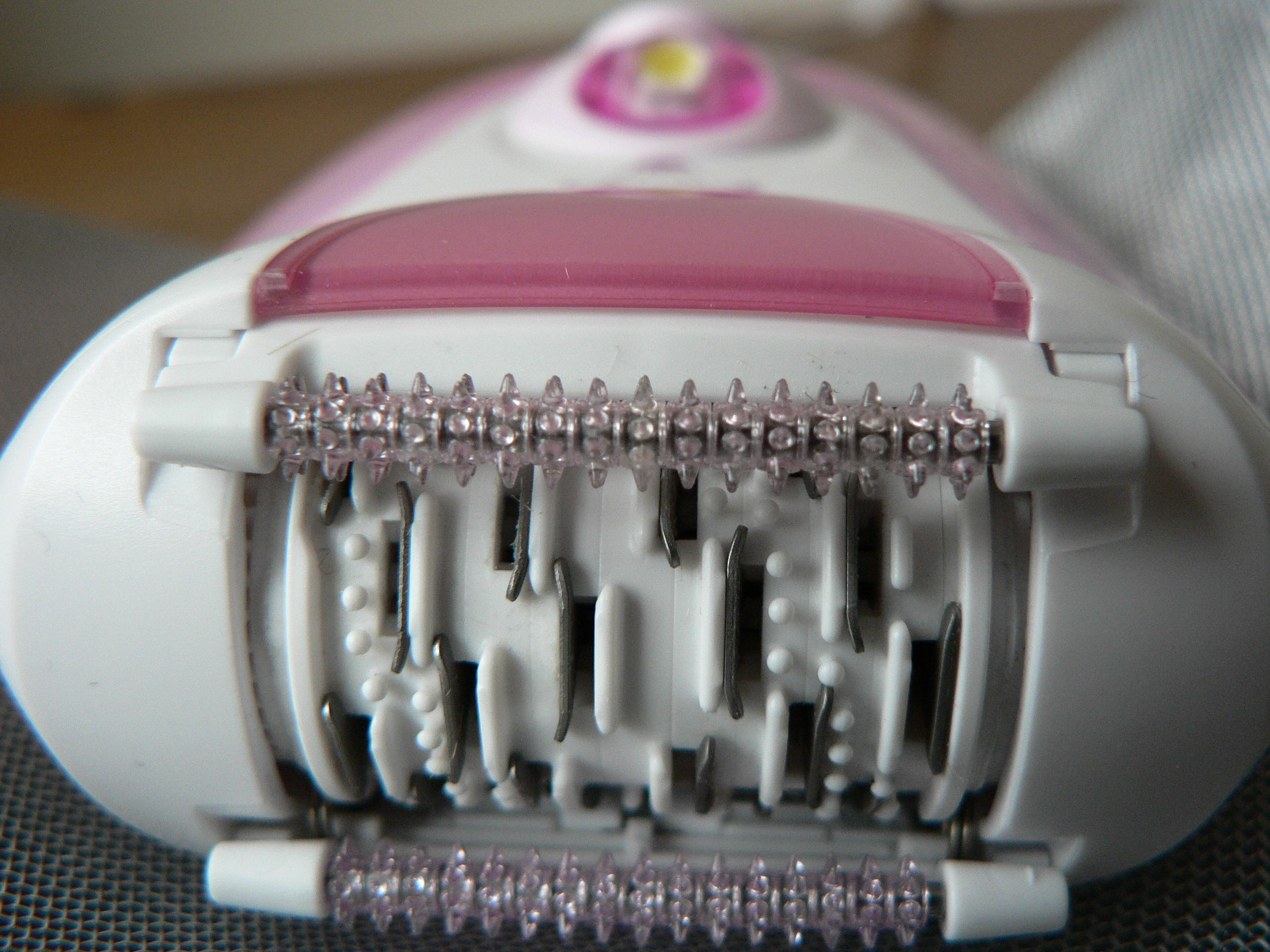
Epileertoestel van dichtbij

Een epileerapparaat is een meestal met behulp van batterijen aangedreven apparaat, waarmee haartjes van huid kunnen worden verwijderd op een wijze waardoor ze minder snel teruggroeien (epileren).

## Werking
Een epileerapparaat snijdt haartjes niet af, zoals een scheermes, maar trekt die met haarwortel en al uit de haarzakjes. Dit gebeurt met behulp van een aantal roterende pincetten, die de haartjes vastgrijpen en vervolgens lostrekken. In sommige modellen is een koelsysteem ingebouwd, waardoor dit proces minder pijnlijk is. Om alle haren te verwijderen moet een stuk huid doorgaans meerdere malen behandeld worden.